# Mehama, Oregon
Mehama, Oregon (енгл. Mehama) насељено је место без административног статуса у америчкој савезној држави Орегон.

## Демографија
По попису из 2010. године број становника је 292, што је 9 (3,2%) становника више него 2000. године.
| Група             | 2000.       | 2010.       |
| Белци             | 250 (88,3%) | 261 (89,4%) |
| Афроамериканци    | 1 (0,4%)    | 0 (0,0%)    |
| Азијати           | 3 (1,1%)    | 1 (0,3%)    |
| Хиспаноамериканци | 3 (1,1%)    | 15 (5,1%)   |
| Укупно            | 283         | 292         |